# Mu (buddismo Zen)

Il carattere 無 in scrittura corsiva. Vedi anche un'animazione che mostra l'ordine dei tratti per la calligrafia.

Il carattere 無 nello stile sigillare.

Mu è la pronuncia giapponese del carattere cinese tradizionale: 無. In mandarino standard, questo carattere viene trascritto wú (cinese semplificato: 无). In coreano viene riportato con 무
e pronunciato mu. In vietnamita vô. Questo carattere cinese, 無, è in ambito buddista, la resa in questa lingua di alcuni termini sanscriti buddisti come asat (non essere), abhāva (non possedere) o anche vigata (privo di). Ed è usato come opposto di 有 (cin. yǒu, giapp. yū o u, cor. yu, viet. hữu) che rende il termine sanscrito di bhava (essere, esistenza).
In ambito filosofico la traduzione più  frequente di mu  può corrispondere a "nulla" o "niente".

## Ilmunel buddismo Zen
Nel buddismo Zen il termine mu può essere tradotto approssimativamente come "nessuno" o "senza", mentre in ambito filosofico è più frequente "nulla" o "niente". Sebbene nella lingua giapponese si utilizzi tipicamente come prefisso per implicare l'assenza di qualcosa (ad es., 無線 musen per "senza filo"), tale termine è conosciuto per essere la risposta a un famoso Kōan  (公案) di origine cinese e quindi appartenente alla tradizione del buddismo Chán.
La pratica del kōan consiste in un tema affidato dal maestro zen al discepolo cui chiede la soluzione.
Uno dei più conosciuti kōan è proprio quello del maestro Zhàozhōu Cóngshěn (趙州從諗, giapp.  Jōshū Jūshin, 778-897):
Zhàozhōu rispose:  ' Wú! '»
(1° gōng'àn del Wúmén guān (無門關))
La risposta wú (無 giapp. mu), che non rappresenta comunque la negazione della natura del Buddha nel cane, è l'elemento principale del kōan, ed è l'oggetto di meditazione, denominato 話頭  (cin. huàtóu, giapp. watō), che impegnerà il discepolo zen in ogni sua attività quotidiana.
Durante un colloquio con il maestro, solitamente quotidiano e denominato 獨參 (cin. dúsān, giapp. dokusan), l'allievo zen offre la sua risposta al kōan (nel caso dell'esempio cosa significasse la risposta  wú pronunciata dal maestro Zhàozhōu) che testimonierà la sua o meno realizzazione della "visione dell'essenza" o "comprensione della realtà" denominata 見性  (cin jiànxìng, giapp. kenshō).
Alcuni maestri buddisti cinesi, nonché quelli appartenenti alla scuola buddista giapponese Tendai avevano affermato l'universalità della natura di Buddha: quindi anche gli alberi o i cani la possedevano.  Rispondere "no" a questa domanda avrebbe significato negare la loro saggezza, mentre dire "sì" sarebbe sembrato seguire acriticamente e pedissequamente i loro insegnamenti. La risposta di Zhàozhōu è stata quindi interpretata come né negare né affermare, né non negare, né non affermare. In altre parole, le risposte 'sì' e 'no' risultano al contempo sia giuste che sbagliate.

## Rapporti con la filosofia
Nell'ambito filosofico il concetto buddista  di nulla si confronta con la tradizione del pensiero occidentale trovando spesso notevoli divergenze. 
La principale difficoltà risiede nella prevalenza della logica vero-funzionale che tende a escludere la pluralità di visioni diverse, e presenta una propensione del pensiero occidentale a indirizzarsi verso una disposizione in categorie. Inoltre c'è un pregiudizio, abbastanza frequente, che ritiene la logica esposta dal pensiero occidentale come l'unica corretta, tralasciando le visioni alternative, come il concetto di nulla, e le conseguenze che ne derivano. 
Il nulla del buddismo Zen non va quindi  interpretato come un'entità metafisica oppure ontologica, perché esso non è l'esistenza o la mancanza di esistenza come avviene per il pensiero occidentale. L'autentico nulla dello zen è  invece tutto perché è un principio psicologico che permea l'io. Ogni nostra sensazione e conoscenza si trova nell'io che è assoluta illusione, ovvero nulla. In questo senso tutto, davvero tutto, è nulla. Se pensiamo per un attimo di annullare l'io della nostra persona ci accorgiamo che spariscono anche le sensazioni e con loro l'intero mondo.

## Curiosità
Nel suo romanzo del 1974 Lo Zen e l'arte della manutenzione della motocicletta, Robert M. Pirsig tradusse mu come "niente", affermando che significava "non fare la domanda". Portò l'esempio del circuito di un computer che, utilizzando il sistema numerico binario, utilizza in realtà mu per rappresentare lo stato di alta impedenza:
Qualunque tecnico di elettronica dei computer sa che le cose stanno diversamente. Provate a trovare un voltaggio che rappresenti uno o zero quando manca la corrente! I circuiti sono in uno stato mu.»
Secondo il Jargon File, una raccolta di gergo e cultura degli hacker, mu è considerato dai Discordiani la risposta corretta alla classica fallacia logica della domanda capziosa: "Non hai ancora smesso di picchiare tua moglie?". Supponendo che non abbiate moglie o che non abbiate mai picchiato vostra moglie, la risposta "sì" è sbagliata perché implica che eravate soliti picchiare vostra moglie e poi avete smesso, ma "no" è ancora peggio, perché suggerisce che avete una moglie e la state ancora picchiando. Di conseguenza, vari Discordiani proponevano mu come la risposta corretta, che secondo quanto da loro asserito avrebbe significato: "La vostra domanda non può avere risposta perché dipende da assunzioni errate".
La parola mu compare con grande evidenza nel libro del 1979 di Douglas Hofstadter, Gödel, Escher, Bach: un'eterna ghirlanda brillante, dove è usata in modo fantasioso nel contesto di discussioni di logica simbolica, in particolare nei teoremi di incompletezza di Gödel.